# Plíseň čiroková
Plíseň čiroková (Peronosclerospora sacchari) je řasovka žijící v rostlinách rodu čirok (Sorghum). Vyskytuje se v teplejších oblastech (Afrika, Indie, jihovýchodní Asie, jih USA) a hlavně tam, kde roste její hostitelská rostlina. Fruktifikuje na listech čiroku, v období mezi sklizní a založením nového porostu přečkává na posklizňových zbytcích. Při rozsáhlém rozšíření způsobuje ekonomické škody.